# مسرشميت
مصنع مسرشميت (بالألمانية: Messerschmitt AG) (تُلفظ بالألمانية: [ˈmɛsɐʃmɪt])، كانت شركة ألمانية محدودة الملكية لتصنيع الطائرات سميت على اسم كبير مصمميها ويلي مسرشميت، تأسس سنة 1938، وتوقف سنة 1945، واستمر العمل منذ عام 1949 إلى يومنا هذا ومعروفة في المقام الأول بطائراتها المقاتلة في الحرب العالمية الثانية، ولا سيما بي اف 109 ومي 262، نجت الشركة في حقبة ما بعد الحرب، حيث خضعت لعدد من عمليات الاندماج وتغيير اسمها منمسرشميت إلى مسرشميت بولكو بلوهم قبل أن تشتريها شركة Deutsche Aerospace (داسا، التي أصبحت الآن جزءًا من إيرباص) في عام 1989.

## التاريخ

### خلفية
في فبراير 1916، اشترت شركة مان الهندسية بجنوب ألمانيا والعديد من البنوك شركة بناء الطائرات غير المربحة أوتو فلوجزيوجويركي، لتأسيس شركة جديدة تحت اسم بايريش فلايزيقويرك (بالألمانية: Bayerische Flugzeugwerke) (اختصار بايريش فلايزيقويرك). تم وضع النظام الأساسي في 19 و 20 فبراير، وتم الانتهاء منه في 2 مارس 1916. تم تسجيل تفاصيل الشركة في السجل التجاري برأس مال حقوق ملكية RM 1,000,000 في 7 مارس 1916. تم تقديم 36 % من رأس المال من قبل Bank für Handel und Industrie، برلين، و 30 % من قبل شركة مان و 34 % من هيرمان باخشتاين، برلين. كان أول رئيس لمجلس الإدارة هو بيتر إبيروين، الذي عمل سابقًا في الباتروس للطائرات.
نظرًا للحاجة إلى إنتاج طائرات فوريًا للحرب المستمرة، لم يكن هناك وقت لأعمال التطوير والطائرات المصنعة من قبل بايريش فلايزيقويرك بموجب ترخيص من الباتروس للطائرات. في غضون شهر من إنشائها، تمكنت الشركة من توفير الطائرات لوزارتي الحرب في بروسيا وبافاريا. ومع ذلك، تمت مصادفة مشاكل الجودة الرئيسية في البداية. كثيرا ما اشتكت أطقم الطائرات الألمانية من العيوب الخطيرة التي ظهرت في الآلات الأولى من بايريش فلايزيقويرك. حدث نفس الشيء مع طائرة الشركة السابقة التي كان يديرها غوستاف أوتو. لقد كانت التغييرات التنظيمية والإشراف الأكثر كثافة على خط التجميع هي التي نجحت في حل هذه المشكلات بحلول نهاية عام 1916. ثم بدأت بايريش فلايزيقويرك بإنتاج أكثر من 200 طائرة شهريًا، مع نمو قوتها العاملة إلى 3000 لتصبح واحدة من أكبر الشركات المصنعة للطائرات في بافاريا.
أصابت نهاية الحرب بايريش فلايزيقويرك بشدة، منذ انهيار الطلب العسكري على الطائرات. اضطرت إدارة الشركة إلى البحث عن منتجات جديدة للحفاظ على مكانتها في السوق. منذ أن تم بناء طائرات الحرب العالمية الأولى من الخشب لتقليل وزنها، تم تجهيز بايريش فلايزيقويرك بأحدث مصنع نجارة. علاوة على ذلك، لا تزال الشركة تمتلك مخزونًا من المواد يكفي لحوالي 200 طائرة، بقيمة 4.7 مليون رايخ. لذلك بدت فكرة جيدة استخدام كل من الآلات والمواد لإنتاج الأثاث والمطابخ المجهزة. بالإضافة إلى ذلك، منذ عام 1921 فصاعدًا، قامت الشركة بتصنيع الدراجات النارية من تصميمها الخاص تحت اسمي فلينك وهيليوس.
في خريف عام 1921، أعلن الممول النمساوي كاميلو كاستيجليوني لأول مرة عن رغبته في شراء بايريش فلايزيقويرك. بينما قبل معظم المساهمين عرضه، احتفظت شركة مان في البداية بحصتها في بايريش فلايزيقويرك، لكن كاستيليوني أراد الاستحواذ على جميع الأسهم. وقد تم دعمه في ذلك من قبل المدير الإداري لشركة بي أم دبليو، فرانز جوزيف بوب، الذي وصف بايريش فلايزيقويرك في رسالة إلى رئيس شركة مان، بايريش فلايزيقويرك بأنها «مصنع ميت، لا يمتلك أي مصنع جدير بالذكر، ويتكون إلى حد كبير من حظائر خشبية متداعية وغير مناسبة تقع في مدينة غير مواتية إلى حد بعيد للأنشطة الصناعية والتي لا تزال مكانتها لا تثير الحماس». من الواضح أن بوب كان لا يزال على اتصال وثيق مع كاستيليوني وربما كان على دراية بخطط الأخير لدمج بي أم دبليو مع بايريش فلايزيقويرك. ربما كان ذلك في ربيع عام 1922 عندما أقنع كاستيليوني وبوب شركة شركة مان بالتخلي عن أسهمها في بايريش فلايزيقويرك، بحيث أصبحت الشركة الآن مملوكة حصريًا لـ كاستيليوني. ثم، في مايو من نفس العام، عندما تمكن المستثمر الإيطالي المولد من الاستحواذ على أعمال محركات بي أم دبليو من شركة كنور بريمس، لم يعد هناك شيء يقف في طريق الاندماج بين شركة الطائرات بايريش فلايزيقويرك ومصنعي المحركات بي أم دبليو.

### إعادة التأسيس
تم إصلاح بايريش فلايزيقويرك (أعمال الطائرات البافارية) في عام 1926، في أوغسبورغ، بافاريا، عندما تم تغيير Udet Flugzeugbau GmbH إلى شركة مساهمة. في المراحل الأولى، امتلكت شركة بي أم دبليو حصة في هذه الشركة ومثلها جوزيف بوب، الذي شغل مكانًا في مجلس الإشراف.
انضم ويلي مسرشميت إلى الشركة في عام 1927 كرئيس للمصممين والمهندسين وشكل فريق التصميم.
كان أحد التصاميم الأولى، مي 20، شبه كارثة للمصمم والشركة. كثير  من النماذج الأولية تحطمت، أحدها قتل هانز هاكماك، وهو صديق مقرب لإرهارد ميلش، ورئيس دويتشه لوفت هانزا وسلطات الطيران المدني الألمانية. كان ميلش منزعجًا من عدم استجابة مسرشميت مما أدى إلى كراهية مدى الحياة تجاهه. ألغى ميلش في النهاية جميع العقود مع مسرشميت وأجبر بايريش فلايزيقويرك على الإفلاس في عام 1931. ومع ذلك، فإن صداقة مسرشميت مع هوغو يونكرز منعت ركودًا في حياته المهنية وبايريش فلايزيقويرك، والتي بدأت مرة أخرى في عام 1933. لا يزال ميلش يمنع استيلاء مسرشميت على بايريش فلايزيقويرك حتى عام 1938، ومن هنا جاء تسمية "Bf" لتصميمات مسرشميت المبكرة.
قام مسرشميت بالترويج لمفهوم أسماه «البناء الخفيف الوزن» حيث تم دمج العديد من الأجزاء الحاملة المنفصلة في جدار حماية واحد معزز، وبالتالي توفير الوزن وتحسين الأداء. أول اختبار حقيقي لهذا المفهوم كان في بي أف 108 الرياضية، والتي ستحقق قريبًا جميع أنواع السجلات. بناءً على هذا الأداء، تمت دعوة الشركة لتقديم تصميم لمسابقة مقاتلة لوفتفافه 1935، والفوز بها مع بي اف 109، بناءً على نفس أساليب البناء.
من هذه النقطة فصاعدًا، أصبح مسرشميت المفضل لدى الحزب النازي، نظرًا لتصميماته وقدراته السياسية وموقع المصنع في جنوب ألمانيا بعيدًا عن «تكتل» شركات الطيران على الساحل الشمالي. أعيد تشكيل بايريش فلايزيقويرك باسم «مسرشميت» في 11 يوليو 1938، مع ويلي مسرشميت كرئيس مجلس الإدارة والعضو المنتدب. أدت إعادة تسمية بايريش فلايزيقويرك إلى تغيير بادئة تسمية RLM الخاصة بالشركة من "Bf" إلى "Me" لجميع التصميمات الأحدث التي قبلتها RLM بعد تاريخ الاستحواذ. الأنواع الحالية، مثل Bf 109 و 110، احتفظت بالتسميات السابقة في الوثائق الرسمية، على الرغم من أنه في بعض الأحيان تم استخدام التسميات الأحدث أيضًا، في أغلب الأحيان من قبل المقاولين من الباطن، مثل Erla Maschinenwerk من لايبزيغ.[بحاجة لمصدر] الناحية العملية، كانت جميع طائرات بايريش فلايزيقويرك / مسرشميت بدءًا من طائرة Bf 108 ذات الأربعة مقاعد التي تجول في طائرة أحادية السطح، إلى طائرة المراقبة الخفيفة Bf 163 (التي تنافست دون جدوى على العقد الحكومي الذي فاز به تصميم فيزلير ستورش المنافس) مسبوقة بـ "Bf "، وجميع الأنواع اللاحقة بـ" Me ".

### الحرب العالمية الثانية

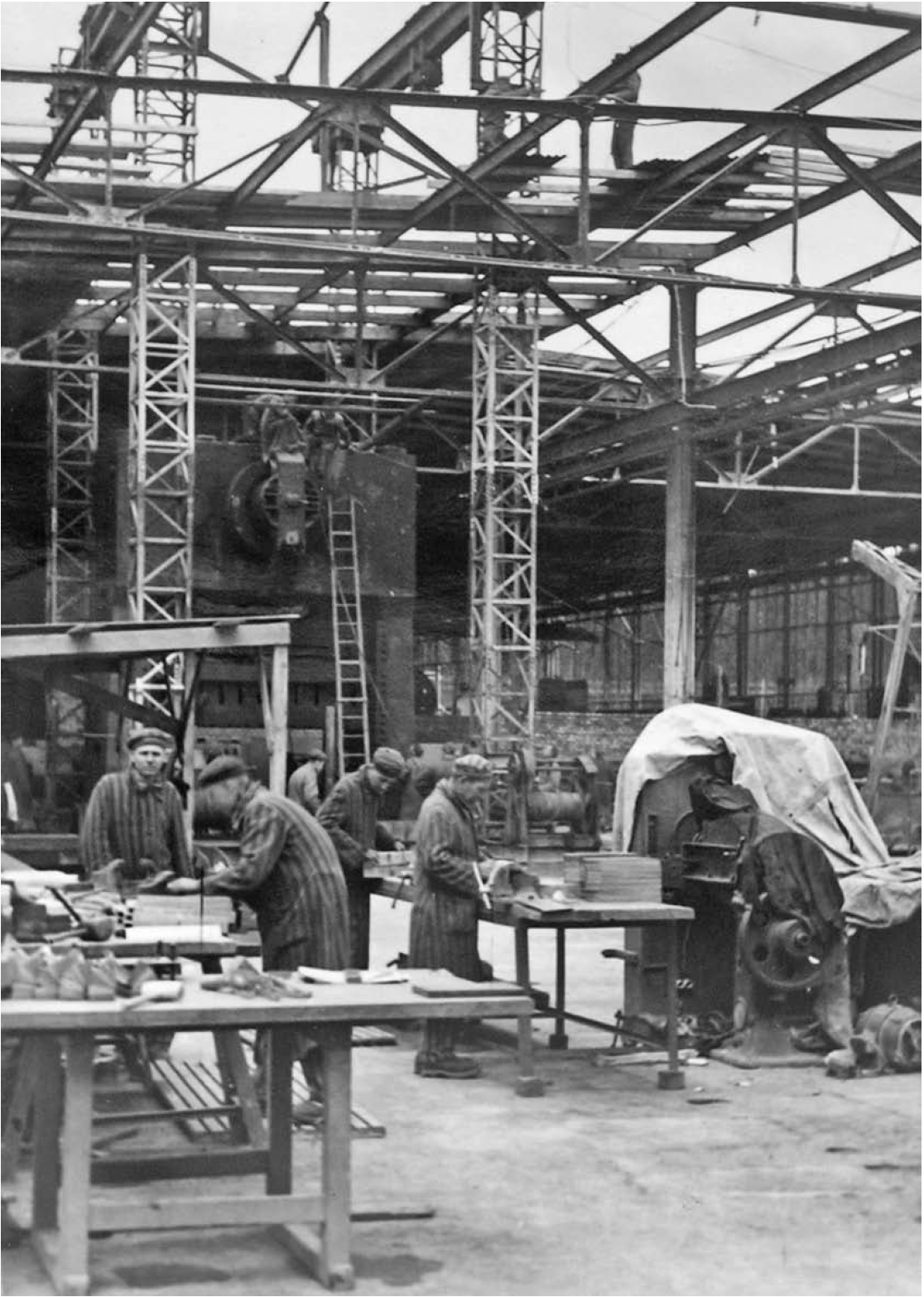
سجناء معسكرات الاعتقال في مصنع ميسرشميت 1943

خلال الحرب، أصبحت مسرشميت موردًا رئيسيًا للتصميم، وشكلت بي اف 109 وبي إف 110 الغالبية العظمى من قوة المقاتلة في النصف الأول من الحرب. كما تم طلب العديد من التصميمات الأخرى، بما في ذلك طائرة النقل الشراعية الضخمة مي 321، ومتابعتها المكونة من ستة محركات، مي 323. ومع ذلك، في النصف الثاني من الحرب، تحولت شركة مسرشميت بالكامل تقريبًا إلى تصميمات تعمل بالطاقة النفاثة، حيث أنتجت أول مقاتلة نفاثة عاملة في العالم، مي 262. كما أنتجوا مي 163 المصمم من قبل دي أف أس، وهو أول تصميم يعمل بقوة الصواريخ يدخل الخدمة. اعتمدت شركة مسرشميت بشكل كبير على العمل بالسخرة لإنتاج الكثير من الأجزاء اللازمة لهذه الطائرات خلال النصف الثاني من الحرب العالمية الثانية؛ تم تجميع هذه الأجزاء في نظام نفق ضخم في سانكت جورجن ان دير جوسين، النمسا. تم توفير السخرة من قبل نزلاء معسكر اعتقال جوسين I و Gusen II الوحشي، ومن قبل نزلاء من معسكر اعتقال ماوتهاوزن القريب، وكلها تقع بالقرب من محاجر St. قُتل 40.000 سجين من إسبانيا وإيطاليا وبولندا وسلوفينيا وفرنسا وروسيا واليهود المجريين وعشرين جنسية أخرى أثناء إنتاج هذه الطائرات في معسكر اعتقال جوسين. حافظ مسؤولو مسرشميت على ثكناتهم في معسكر الاعتقال للإشراف على العمل الذي يقوم به السجناء. مسرشميت، والمدير التنفيذي ويلي مسرشميت احتلوا أيضًا فيلا توغندهات الشهيرة في برنو، جمهورية التشيك، التي صممها ميس فان دير روه وليلي رايش في عشرينيات القرن الماضي؛ احتل مكتب مصنع الطائرات مسرشميت وغيستابو الممتلكات خلال الحرب.
حصلت مسرشميت على نصيبها من التصميمات السيئة أيضًا؛ كان مي 210، المصمم كمتابعة لـ 110، كارثة ديناميكية هوائية أدت تقريبًا إلى حل الشركة القسري. تمت معالجة مشاكل التصميم في النهاية في مي 410، ولكن تم بناء أعداد صغيرة فقط قبل أن يتحول كل الاهتمام إلى 262. في وقت لاحق من الحرب، في منافسة مع يونكرز يو 390 و unbuilt، في فبراير 1943، بدأ هينيكل هي 277، عمل مسرشميت أيضًا على تصميم أمريكا بومبر الثقيل، مي 26، الذي طار في شكل نموذج أولي - مع بناء ثلاثة نماذج أولية لهياكل الطائرات، أولها حلقت في ديسمبر 1942 - ولكن بعد فوات الأوان لرؤية القتال.

## بعد الحرب
لمدة عشر سنوات بعد الحرب العالمية الثانية، لم يُسمح للشركة بإنتاج الطائرات. كان أحد البدائل التي توصلت إليها الشركة هو الدراجة النارية ذات الثلاث عجلات / سيارة الفقاعات أو كابين رولر (cabinscooter) KR175 / KR200، صممه مهندس الطائرات فريتز فيند.
تم تصنيع السيارات بالفعل من قبل شركة فيندالخاصة في أعمال مسرشميت في ريغنسبورغ، ولم يكن لـ ويلي مسرشميت علاقة تذكر بالسيارات بخلاف إصدار حكم بأنها تحمل اسمه. توقف إنتاج KR200 في عام 1964.[بحاجة لمصدر]
أنتج مصنع مسرشميت أيضًا منازل مسبقة الصنع، والتي تم تصميمها على أنها «مجموعات بناء ذاتي» تعتمد بشكل أساسي على إطار سبيكة.

### العودة إلى الطيران
في 6 يونيو 1968، اندمجت شركة مسرشميت مع شركة الهندسة المدنية والطيران المدني بولكو، لتصبح مسرشميت بولكو. في مايو التالي، استحوذت الشركة على هامبورغ فلوجزويباو (HFB). ثم غيرت الشركة اسمها إلى مسرشميت بولكو بلوهم (MBB). في عام 1989 اتخذ MBB برئاسة داسا. عملت DASA لاحقًا باسم «أيدس الألمانية»، والتي أصبحت الآن شركة إيرباص.

## طائرات
| نموذج             | الاسم           | الرحلة الأولى  | ملاحظات |
| ----------------- | --------------- | -------------- | --- |
| M17               |                 | يناير 1925     | الطائرات الرياضية |
| M18               |                 | 1926           | نقل الركاب |
| M19               |                 | 1927           | الطائرات الرياضية |
| M20               |                 | 1928           | نقل الركاب |
| M21               |                 | 1928           | النموذج الأولي للمدرب ذو السطحين                                                                                            |
| M22               |                 | 1928           | نموذج أولي قاذفة متوسطة ذات سطحين                                                                                           |
| M23               |                 | early 1928     | الطائرات الرياضية |
| M24               |                 | 1929           | نقل الركاب |
| M25               |                 | غير مبني       | الطائرات الرياضية |
| M26               |                 | 1930           | نموذج طائرة خفيفة |
| M27               |                 | 1930           | الطائرات الرياضية |
| M28               |                 | يناير 1931     | النموذج الأولي للطائرة البريدية                                                                                             |
| M29               |                 | 1932           | طائرات رياضية / سباقات |
| M31               |                 | 1932           | الطائرات الرياضية |
| M33               |                 | غير مبني       | طائرة أحادية السطح أحادية السطح بجناح المظلة الخفيف للغاية                                                                  |
| M35               |                 | 1933           | الطائرات الرياضية developed from M23                                                                                        |
| M36               |                 | 1934           | نقل الركاب |
| مسرشميت بي أف 108 | تايفون          | 1934           | التدربب والنقل |
| مسرشميت بي اف 109 |                 | سبتمبر 1935    | مقاتلة قاذفة اعتراضية؛ أحيانًا يتم تمييز الإصدارات الأحدث عن طريق الخطأ على أنها "Me 109" على لوحات بيانات المقاول من الباطن |
| مسرشميت بي إف 110 |                 | 12 مايو 1936   | مقاتلة ثقيلة ذات محركين، مقاتلة ليلية                                                                                       |
| Me 155            |                 | غير مبني       | مقاتلة عالية الارتفاع، تم تطويرها من Bf 109 ؛ غير مبني، تم نقل المشروع إلى Blohm + Voss كـ Bv 155                           |
| مسرشميت بي إف 161 |                 | 1938           | طائرة استطلاع النموذج المبدئي                                                                                               |
| Bf 162            | جاكوار          | 1937           | schnellbomber (مفجر سريع) على أساس Bf 110                                                                                   |
| مسرشميت بي أف 163 |                 | 19 فبراير 1938 | طائرة استطلاع STOL ؛ النموذج المبدئي الذي بناه Weserflug ، فقد الاتصال العسكري بـ Fieseler Fi 156 Storch                    |
| مسرشميت مي 163    | كوميت (المذنب)  | early 1941     | اعتراضية صاروخية |
| Bf 165            |                 | 1937           | مشروع قاذفة بعيدة المدى |
| مسرشميت بي أف 108 |                 |                | نسخة محسنة وموسعة من Bf 108                                                                                                 |
| Me 209            |                 | 1 أغسطس 1938   | مصممة لتحطيم الرقم القياسي العالمي لسرعة الهواء؛ فشلت محاولة تحويل المقاتل                                                  |
| Me 209-II         |                 | 1943           | مقاتل. التحديث إلى Bf 109، لم يتم إنتاجه أبدًا                                                                               |
| ميسرشميت مي 210   |                 | سبتمبر 1939    | مقاتلة ثقيلة ذات محركين تستخدم أيضا للاستطلاع                                                                               |
| مسرشميت مي 261    | أدولفين         | 1941           | مصممة كمحدد سجل بعيد المدى ؛ ثلاثة بنيت وتستخدم للاستطلاع                                                                   |
| مسرشميت مي 262    | شوالبي (ابتلاع) | 18 يوليو 1942  | مقاتلة ذات محركين وطائرات هجومية ؛ أول مقاتلة تعمل بالطاقة النفاثة                                                          |
| مسرشميت مي 263    |                 | لم تطير        | اعتراضية صاروخية; تطوير متقدم لي 163                                                                                        |
| مسرشميت مي 264    | أمريكا          | 23 أكتوبر 1942 | قاذفة استراتيجية ، تم تطويرها في إطار برنامج Amerika Bomber في منافسة ضد Ju 390 و He 277 غير المبنية                        |
| Me 265            |                 | غير مبني       | الطائرات الهجومية المقترحة                                                                                                  |
| Me 309            |                 | يوليو 1942     | مقاتل. تصميم متقدم ولكنه ضعيف الأداء يهدف إلى استبدال Bf 109                                                                |
| Me 310            |                 |                | 1 تطوير مبني ومضغوط Me 210 ، مقترح                                                                                          |
| مسرشميت مي 321    |                 | 7 مارس 1941    | طائرة شراعية نقل كبيرة |
| مسرشميت مي 323    | عملاق           | سقوط 1941      | طائرات نقل كبيرة تطوير مدعوم من Me 321                                                                                      |
| Me 328            |                 | سقوط 1943      | نبضة سيلبست تعمل بالطاقة النفاثة أو مقاتلة طفيليات                                                                          |
| Me 329            |                 | غير مبني       | قاذفة قنابل ثقيلة طائرة شراعية غير مزودة بمحركات فقط                                                                        |
| Me 334            |                 |                | مقاتلة بلا ذيل تشبه Me 163 (تم التخلي عن التطوير)                                                                           |
| Me 362            |                 |                | طائرة ركاب نفاثة (تم التخلي عن التطوير)                                                                                     |
| Me 409            |                 |                | مشروع مقاتلة على ارتفاعات عالية ؛ تطورت إلى Bv 155                                                                          |
| مسرشميت مي 410    | هورنس (هورنيت)  | 1943           | مقاتلة ثقيلة ذات محركين وقاذفة سريعة ؛ تطوير بي 210                                                                         |
| Me 509            |                 | غير مبني       | مقاتلة ، بناء على Me 309 ، بمحرك يقع خلف قمرة القيادة كما هو الحال في P-39 Airacobra                                        |
| Me 510            |                 |                | قاذفة قنابل ذات محركين (غير مبني)                                                                                           |
| Me 609            |                 |                | مقاتل ثقيل دمج جسمين من طراز Me 309 في هيكل طائرة واحد ، كما هو الحال مع Bf 109Z و Me 409 (تم التخلي عن التطوير)            |
| P.08-01           |                 | لا جوا         | 1941 مشروع القاذفة الاستراتيجية ذات الجناح الطائر                                                                           |
| P.1079            |                 | لا جوا         | 1939 تصميم قاذفة دافعة طويلة المدى                                                                                          |
| P.1092            |                 | لا جوا         | النموذج المبدئي |
| P.1095            |                 | لا جوا         | نموذج أولي لطائرة متعددة الأدوار                                                                                            |
| P.1099            |                 | لا جوا         | نموذج أولي لطائرة متعددة الأدوار ، يهدف إلى تحسين Me 262                                                                    |
| P.1100            |                 | لا جوا         | تصميم قاذفة تكتيكية |
| P.1101            |                 | لا جوا         | نموذج أولي اعتراض نفاث متأرجح ؛ ألهمت لاحقًا Bell X-5                                                                        |
| P.1102            |                 | لا جوا         | قاذفة الجناح المتأرجح / المقاتلة الثقيلة                                                                                    |
| P.1103            |                 | لا جوا         | اعتراضية صاروخية |
| P.1104            |                 | لا جوا         | اعتراضية صاروخية |
| P.1106            |                 | لا جوا         | المقصود بالتحسين P.1101 |
| P.1107            |                 | لا جوا         | تصميم طائرة قاذفة |
| P.1109            |                 | لا جوا         | تصميم مقاتل الجناح المائل                                                                                                   |
| P.1110            |                 | لا جوا         | نموذج معترض عالي الارتفاع                                                                                                   |
| P.1111            |                 | لا جوا         | النموذج الأولي للمقاتل / المعترض                                                                                            |
| P.1112            |                 | لا جوا         | النموذج الأولي لطائرة مقاتلة عديمة الذيل ؛ ألهمت لاحقًا Vought F7U Cutlass                                                   |

## صواريخ
- إنزيان[الإنجليزية]

## وصلات خارجية
- Luft '46